# Детонуючий шнур
Детонуючий шнур — шнур із серцевиною з високобризантної вибухової речовини (ВР), призначений для передачі детонації від детонатора до заряду ВР. Іноді використовується як самостійний заряд.
Детонуючий шнур складається з вибухової серцевини і захисної оболонки.
Розрізняють такі види детонуючих шнурів:
- нормальної потужності (серцевина містить ВР 12-14 г/м),
- малопотужні (3-6 г/м),
- посилені (20-40 г/м),
- високопотужні (100—140 г/м).

Детонуючий шнур, який поступає у війська, підрозділяється на марки ДШ-Б і ДШ-В:
- ДШ-Б: оболонка покрита шаром вологоізолюючої мастики, зверху якої навиті червоні нитки.
- ДШ-В: оболонка є більш водонепроникною і виготовлена з пластикату червоного кольору.

|                                                               | ДШБ             | ДШВ            | ДША                             |
| ------------------------------------------------------------- | --------------- | -------------- | ------------------------------- |
| Матеріал зовнішньої оболонки                                  | бавовняні нитки | пластикат      | бавовняні нитки                 |
| Колір оболонки                                                | червоний        | червоний       | білий з двома червоними нитками |
| Діаметр, мм                                                   | 4,8 — 5,8       | 5,5 — 6,1      | 5 — 6                           |
| Швидкість детонації, м/с                                      | 6500            | 6500           | 6500                            |
| Вага ВР в 1 пог. м шнура, г                                   | 12,5            | 13             | 12                              |
| Збереження здатності до детонації після утримання в воді, год | 10              | 24             | 10                              |
| Температурний діапазон застосування, °C                       | від -28 до +50  | від -35 до +55 | від -28 до +50                  |

Детонуючі шнури нормальної потужності використовують на багатьох видах вибухових робіт, малопотужні — для зв'язку вибухових мереж і внутрішньосвердловинного сповільнення детонації зарядів, посилені — для ініціювання протяжних зарядів у шпурах та свердловинах, високопотужні — як самостійні, оконтурюючі заряди. Також розрізняють водостійкі, термостійкі детонуючі шнури (застосовують на вибухових роботах у глибоких нафтових і газових свердловинах) та запобіжні детонуючі шнури (для вибухових робіт у шахтах, небезпечних за газом і пилом).